# Holger Kircher
Holger Kircher (* 27. Dezember 1965) ist ein deutscher Jurist. Er ist Richter am Einheitlichen Patentgericht und Vorsitzender Richter am Oberlandesgericht Karlsruhe.

## Leben
Er studierte in Heidelberg Rechtswissenschaften und wurde 1996 mit einer Dissertation über den Personalkauf zum Doktor der Rechte promoviert. Nach dem Zweiten juristischen Staatsexamen trat er in den Justizdienst des Landes Baden-Württemberg ein. Von 1997 bis zu seiner Abordnung an das Justizministerium Baden-Württemberg im Jahr 1999 (als persönlicher Referent des Ministers) war er beim Landgericht Mannheim mit Schwerpunkt im gewerbliche Rechtsschutz, insbesondere dem Patent- und Urheberrecht, sowie dem Kartellrecht eingesetzt. 1999 wurde er zum Richter am Landgericht Mannheim ernannt. Während seiner Abordnung an das Oberlandesgericht Karlsruhe in den Jahren 2002 und 2003 gehörte er dem für den gewerblichen Rechtsschutz sowie das Patent- und Kartellrecht zuständigen 6. Zivilsenat an. Während seiner anschließenden dreijährigen Abordnung an den Bundesgerichtshof in den Jahren 2003 bis 2006 war er als wissenschaftlicher Mitarbeiter dem IV. Zivilsenat des Bundesgerichtshofs zugewiesen. Seit seiner Ernennung zum 1. Oktober 2006 war er als Vorsitzender Richter wieder am Landgericht Mannheim in Patentsachen tätig.
Seine Wahl zum Richter am Einheitlichen Patentgericht und seine Zuweisung zur Lokalkammer Mannheim wurden am 19. Oktober 2022 bekannt gegeben. Ende Juni 2025 wurde er zum Vorsitzenden Richter am Oberlandesgericht Karlsruhe ernannt. Ihm wurde der Vorsitz im 6. Zivilsenat übertragen, der für das Patentrecht und andere Gebiete des Gewerblichen Rechtsschutzes zuständig ist.

## Veröffentlichungen
- Der Personalkauf. Peter Lang, Frankfurt/M. 1997, ISBN 978-3-631-30930-8. (Dissertation, Heidelberg, 1996)
- Thomas Bopp, Holger Kircher (Hrsg.): Handbuch Europäischer Patentprozess : Das neue Einheitliche Patentgericht - Rechtsgrundlagen, Zuständigkeit, Verfahren. 2. Auflage. C.H. Beck, München 2023, ISBN 978-3-406-78637-2.